# III atak UPA na Birczę
III atak UPA na Birczę – atak oddziałów Ukraińskiej Powstańczej Armii na miasto Bircza, dokonany w nocy z 6 na 7 stycznia 1946 roku.

## Sytuacja przed atakiem
Od 1943 roku na Wołyniu, a od 1944 roku również w Małopolsce Wschodniej, oddziały UPA realizowały akcję depolonizacji terenów uważanych przez organizację za etniczne ziemie ukraińskie. Również na terenie obecnej Polski, UPA dążąc do zdestabilizowania polskiej władzy atakowała polską ludność cywilną na terenie określanym jako Zakerzonia. W tym samym czasie, tj. w drugiej połowie 1944 Polska na mocy tzw. Układów republikańskich rozpoczęła wysiedlanie ludności ukraińskiej do ZSRR. W odpowiedzi na to dowództwo UPA wydało rozkaz atakowania siedzib komisji wysiedleńczych, konwojów oraz infrastruktury komunikacyjnej, jak również palenia wysiedlonych wiosek w celu zapobieżenia polskiemu osadnictwu.
W Birczy ulokowano siedzibę komisji wysiedleńczej oraz silny garnizon wojskowy, rozpoczęto również organizowanie Milicji Obywatelskiej i obsadzanie nią posterunków.
W dwóch wsiach – Borownicy i Hucie Brzuskiej działały silne samoobrony polskiej ludności, wspierane przez działające zza Sanu oddziały Zgrupowania Warta, oraz oddziały „Pirata” i Romana Kisiela „Sępa”. Usiłując zmusić ludność ukraińską do opuszczenia gospodarstw, wszystkie te formacje popełniły wiele morderstw i rabunków (zbrodnie w Sufczynie, Brzusce, Bachowie, Pawłokomie, Skopowie).
Bircza znajdowała się w strefie przygranicznej. Wprawdzie już 16 sierpnia 1945 roku zawarto umowę graniczną, ale zaczęła obowiązywać od 5 lutego 1946 roku i dopiero wtedy dokonano wyznaczenia granicy w terenie. Granica znajdowała się bliżej Birczy niż obecnie (rejon Ustrzyk Dolnych przyłączono dopiero w 1951 roku), dlatego też w okolicach Birczy krążyły również jednostki NKWD.
Oprócz Birczy silne garnizony wojskowe stacjonowały w Kuźminie i Żohatynie.

## Plan ataku
Autorem planu ataku był porucznik Mychajło Galo „Konyk”. Celem ataku było zniszczenie kwaterującego w mieście garnizonu Ludowego Wojska Polskiego, zniszczenie posterunku Milicji Obywatelskiej, biura komisji wysiedleńczej oraz spalenie miasta.
Atak był wyznaczony na Wigilię wschodniego Bożego Narodzenia, na godzinę 2:00 w nocy. Jednak w następstwie różnych przeszkód rozpoczął się na poszczególnych odcinkach niejednocześnie – około 3:00.
Kureń został podzielony na dwie grupy – wschodnią i zachodnią.
Grupa wschodnia, to jest sotnia U-4 („Burłaki”) i U-7 („Łastiwki”), pod ogólnym dowództwem „Burłaki” miały prowadzić uderzenie od południowego wschodu (U-4) i północnego wschodu (U-7), celem związania ogniem i odwrócenia uwagi obrońców od kierunków północnego i południowo-zachodniego, skąd miał nastąpić główny atak. Ponadto sotnia U-4 miała zdobyć bunkry przy pałacu i zniszczyć sam pałac, posterunek Milicji Obywatelskiej i pobliskie domy.
Czota 511 miała za zadanie utworzyć zaporę na drodze na południe od Birczy, chroniąc w ten sposób tyły atakujących czot 510 i 512. Czota 510 zajęła stanowisko na skarpie na wschód od pałacu (50 m od polskich bunkrów), a 512 – w rzece Stupnicy, koło mostu na zachód od Birczy.
Grupa zachodnia działała dwoma pododdziałami, niezależnie od siebie – z południowego zachodu U-6 („Jara”), a z północnego zachodu U-2 pod dowództwem „Orskiego”. Przy U-2 znajdowało się również stanowisko głównodowodzącego „Konyka”. Do grupy zachodniej należał również oddział Służby Bezpeky (w sile czoty). Oddziały grupy zachodniej, pokonując spodziewany polski opór, miały połączyć się w centrum Birczy.
Polskie siły zwiad UPA szacował na 960 żołnierzy piechoty LWP (był to wzmocniony 2 batalion 26 pp), oprócz tego w Birczy znajdowało się około 140 milicjantów, oraz dwie ciężarówki wojsk NKWD, przybyłe poprzedniego dnia. W Birczy stacjonowała również konna grupa manewrowa, licząca około 100 żołnierzy, jednak wieczorem wyruszyła na akcję do Dobrej Szlacheckiej.

## Atak

### Atak grupy zachodniej
Główne natarcie sotni U-2 prowadzone osobiście przez„Konyka” od strony Nowej Wsi. Natarcie miało rozpocząć się o godzinie 2, jednak z powodu ciężkiej drogi rozpoczęło się o godzinie 2:45. Oddziały maszerowały w następującej kolejności: czota 504, 506, bojówka SB i czota 505. Kolumna była bardzo rozciągnięta, kiedy czołowy pododdział dochodził już do Birczy, ostatnia czota znajdowała się jeszcze na Nowej Wsi. „Konyk” wraz z czołowym oddziałem zatrzymał się 300 m od Birczy i oczekiwał na dowódców innych pododdziałów. W tym momencie usłyszano strzały na odcinku atakowanym przez „Jara”. „Konyk” wydał rozkaz atakowania w lewo, biegiem.
Między budynkami przedmieścia udało się wedrzeć jedynie tyralierze czoty 504 „Pawlenki”, przy której znajdowali się „Konyk” i „Orśkyj”. Czoty 504 i 505 „Bartla” i „Czajki”, które znajdowały się dalej, spóźniły się z natarciem, weszły już na teren oświetlony płonącym budynkiem, i poniosły ciężkie straty. Jeszcze nie dopalił się pierwszy budynek, kiedy zapalił się następny. Pododdziały 505 i 506 były dobrze oświetlone, oraz atakowały murowany budynek starostwa, znajdujący się na wysokiej skarpie, poniosły więc ciężkie straty.
Dodatkowo przy drodze do Nowej Wsi zapalił się następny budynek, i znowu oświetlił teren ataku, ułatwiając polski ostrzał.
Bez żadnych koordynacji z poprzednim uderzeniem rozwijała natarcie sotnia U-6 od strony lasu na wzgórzu, wznoszącym się po lewej stronie potoku, który wpadał do Stupnicy za nową cerkwią. Czota 518 – d-ca prawdopodobnie „Sukatyj”, działająca na lewym skrzydle, zamiast pod cerkwią wyszła na polskie stanowisko obrony na Kamiennej Górce, a czoty 516 (d-ca „Sahajdak”) i 517 (d-ca „Buk”) samowolnie wycofały pod ogniem do lasu. „Jar” polecił czocie 518 cofnąć się na jej stanowisko wyjściowe, a sam wrócił, by przyprowadzić z powrotem obydwa pododdziały. Czocie 518 udało się wreszcie wedrzeć do miasta koło starej cerkwi i przebić w górę do Starego Cmentarza, gdzie połączył się z czotami doprowadzonymi przez „Jara”.
Przeciwnatarcie polskie zepchnęło czoty do opuszczonych przez obrońców okopów na południe od miasta, z których ostatecznie zostały wyparte o godzinie 6, tj. w 15 minut po zlikwidowaniu natarcia sotni „Orśkiego”. Umożliwiło to obrońcom wyjście na Walkową Górę i rażenie z moździerza pododdziałów walczącego jeszcze zgrupowania „Burłaki”.

### Atak grupy wschodniej
Jeszcze zanim oddział U-4 zajął stanowiska, na prawym skrzydle, na kierunku marszu sotni U-7, rozległy się strzały, które zaalarmowały polską obronę. Polacy zajęli stanowiska w bunkrach koło pałacu, posterunku MO, oraz w murowanym kościele otoczonym kamiennym murem, i pobliskiej murowanej szkole i rozpoczęli oświetlanie przedpola rakietami i reflektorami, oraz zmasowany ostrzał.
Czota 510 starała się zlokalizować źródła ostrzału, strzelając raz z lewego, raz z prawego skrzydła. Druga połowa oddziału lokalizowała wtedy polskie umocnienia, i starała się je zniszczyć. To samo czyniła czota 512. W tym czasie zobaczono pożar i usłyszano straty po przeciwnej stronie miasteczka, co oznaczało, że już wszystkie oddziały wkroczyły do akcji. Czota 512 otrzymała rozkaz ostrzeliwać bunkry i dwór. W tym czasie czota 510 nacierała na bunkry. Posuwając się skokami zdobyła najpierw okopy przed bunkrami, a następnie same bunkry, i podpaliła je. Czota 512 posuwając się skokami, a częściowo się czołgając potokiem i rowami po obu stronach drogi, podeszła pod posterunek MO i kościół, i zniszczyła jeden bunkier wraz z moździerzem i ckm-em oraz spaliła dziesięć drewnianych domów.
Około godz. 7 rano sotnia wycofała się na stanowiska wyjściowe i lewym skrzydłem nawiązywała kontakt z sotnią U-4 „Burłaka”, działającą na odcinku od mostu, na szosie przemyskiej – czota 512, d-ca „Wańka” w stronę Woli Korzenieckiej czota 510. Burłak nie zezwolił na zejście sotni „Łastiwki” z pola walki, by nie odsłonić swego prawego skrzydła. Tak obie sotnie wytrwały na stanowiskach do godziny 8, pomimo że po przeciwnej stronie miasteczka nie było słychać już strzałów.

### Odwrót
Kiedy Burłaka zauważył, że strzały po zachodniej stronie umilkły, a Polacy przerzucili swoje siły w jego stronę, nakazał odwrót. Zabezpieczająca jego lewą flankę czota – d-ca „Zaliznyj”, rozmieszczona na południe od dworu, została sama, okrążona przez opisane wyżej przeciwnatarcie w kierunku góry Walkowej, nakazał odwrót swoich oddziałów na południe, do lasu w stronę Łomnej. Odwrót prowadzony był pod ostrzałem ckm i moździerzy z góry Walkowej. Próbowano również odciąć oddziałowi drogę odwrotu na południe w kierunku Woli Korzenieckiej i Łomnej, i zniszczyć go na otwartej przestrzeni. Pościg trwał na odcinku 3 km, jednak oddziałowi udało się dotrzeć do lasu i na granicy lasu powstrzymać pogoń konnej kompanii WP.
Czoty 505 i 506 nie wytrzymały ostrzału i opuściły stanowiska, wycofując się ku Nowej Wsi o godzinie 5. Czota 504 zeszła z pola walki o godzinie 6:30. Sprawozdanie nie wspomina w ogóle o prowadzeniu walki przez oddział SB. Przypuszczalnie pełnił on rolę żandarmerii, lub przeznaczony był do działań policyjnych wewnątrz miejscowości.

## Straty
Według meldunku ukraińskiego, w walce zginęło 23 członków UPA (w tym „Konyk” i „Orski”, część z banderowców odniosła rany, zostali dobici następnego dnia rano), a 22 zostało rannych, w tym dwóch ciężko (zostali zabrani do leśnych szpitali, w walce tej odniósł rany m.in. Jurij Boreć). Ten sam meldunek szacuje straty polskie na 70 zabitych i nieznaną ilość rannych. Przebieg wydarzeń (atak na odsłoniętym terenie) wskazuje jednak, że te dane były potraktowane propagandowo. Znacznie bliższe prawdy są dane podawane przez źródła polskie.
Polskie źródła podają, że UPA poniosła straty w wysokości 140 zabitych i 12 wziętych do niewoli, natomiast po stronie polskiej było (według Ginalskiego i Wysokińskiego) tylko 9 rannych.
Spłonęło również kilkanaście domów, został również zniszczony pałac w Birczy.

## Ekshumacje
Ekshumacja podjęta na zlecenie Rady Ochrony Pamięci Walk i Męczeństwa w Warszawie w 1999 roku wykazała, że w miejscu wskazanym jako miejsce pochówku członków UPA znajduje się 28 szkieletów mężczyzn, w większości w wieku do 25 lat. Na dwóch szkieletach dopatrzono się ran postrzałowych w walce. 11 osobom śmierć zadano najprawdopodobniej poprzez rozbicie głowy tępym narzędziem. W 18 przypadkach stwierdzono strzał w środkową część głowy. Dwa szkielety posiadały połamane ręce lub nogi.